# Everode
Everode este o comună din landul Saxonia Inferioară, Germania.